# Dios como el Diablo

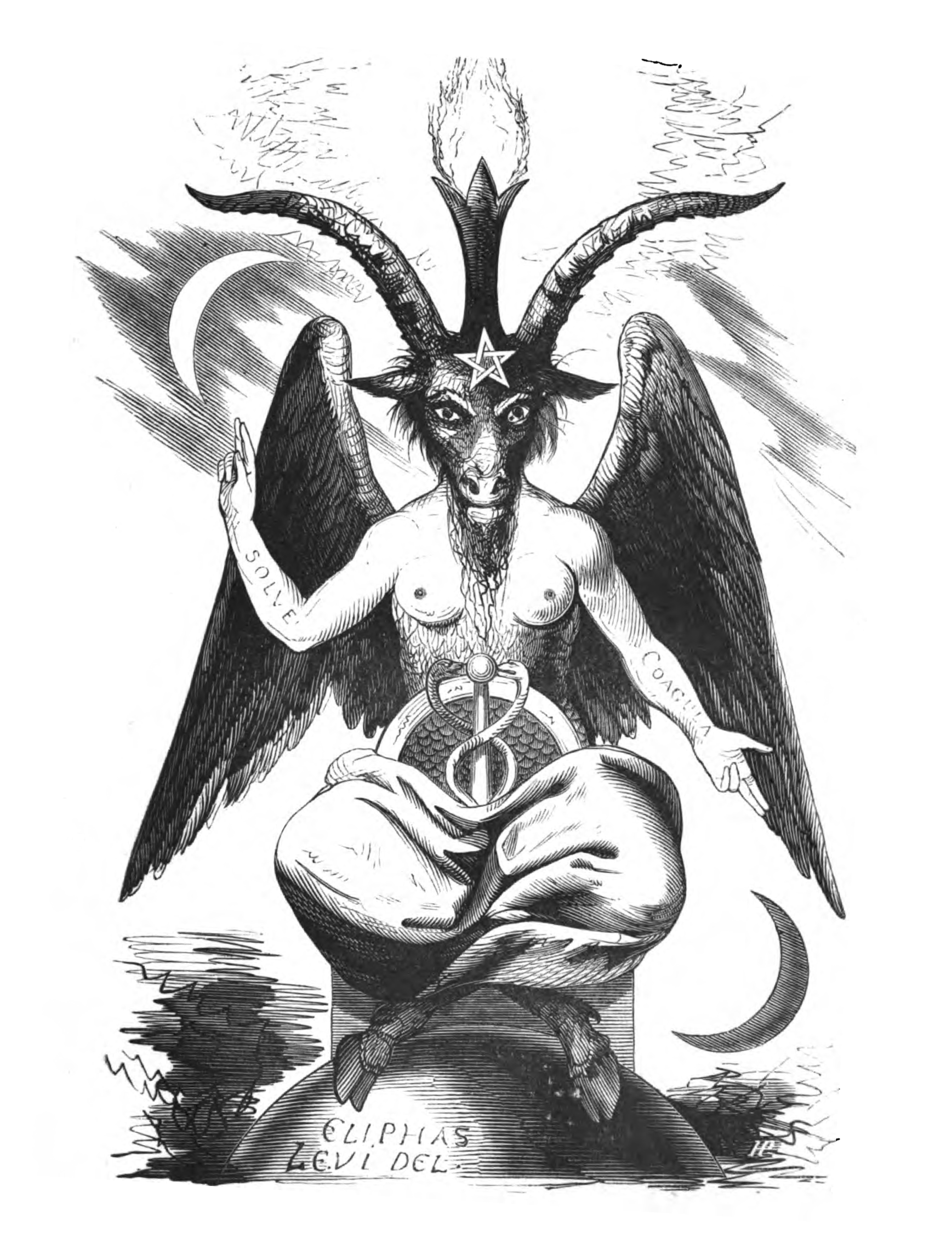
El Baphomet, símbolo adoptado en algunos sistemas del teísta satánico

Varios autores religiosos a lo largo de la historia han propuesto la noción del Dios de Abraham como el Diablo. Dan la razón de que el Dios bíblico es una fuerza divina que causa sufrimiento, muerte y destrucción y que tienta o dirige a la humanidad a cometer violencia y genocidio; presentándose así realmente como un Dios maligno. 
Estos escritos se refieren a este dios de diversas maneras como 
"un demiurgo", 
"un ángel malvado", 
"el dios diablo", 
"el Príncipe de la Oscuridad", 
"la fuente de toda la maldad", 
"el Diablo", 
"un demonio", 
"un tirano cruel, iracundo y guerrero", "Satanás"
y "la primera bestia del libro del Apocalipsis".
Muchos de los autores critican solo el concepto de dios que se encuentra en el Tanaj, en contraste con el "verdadero dios" que aseguran ver en el Nuevo Testamento. Sin embargo, otros autores aplican su condena a la deidad entera del judaísmo, el cristianismo y el islam.
Los autores afirman sus críticas al hacer referencia a ciertos pasajes en la escritura bíblica describiendo acciones de Dios que dicen que son malvadas o diábolicas. Muchos de los autores han sido severamente castigados por sus escritos, y sus seguidores han sido asesinados.

## Literatura teológica

### La Iglesia Primitiva

Marción de Sinope

Marción de Sinope, el primer gran hereje del cristianismo en el siglo I, "sostenía que el Antiguo Testamento era un escándalo para los fieles … y daba cuenta para ello al postular que Dios era una deidad secundaria, un demiurgo, que era dios, en un sentido, pero no el Dios supremo; era justo, rígidamente justo, tenía sus buenas cualidades, pero no era el buen dios, que fue el Padre de Nuestro Señor Jesucristo." La Iglesia condenó sus escritos como heréticos.
Apeles, el gnóstico del siglo II, "consideraba que el Inspirador de las profecías del Antiguo Testamento no era un dios sino un ángel malvado."
El profeta persa Mani, fundador de la secta maniquea en el siglo tercero, identificó a Jehová como "el dios diablo que creó el mundo" y dijo que "el que habló con Moisés, los judíos, y los sacerdotes, es el Príncipe de la Oscuridad, no el dios de la verdad."

### Edad Media
Los albigenses eran una secta cristiana en la Francia de los siglos XII y XIII, una rama de los cátaros. Su doctrina sostenía que "el creador, del mundo material es la fuente de toda la maldad, Él creó el cuerpo humano y es el autor del pecado, El Antiguo Testamento debe atribuírsele parcial o enteramente; mientras que el Nuevo Testamento es la revelación del Dios benefactor." En última instancia, ellos terminaron en conflicto tanto con el orden civil como con la Iglesia lo que conllevó a la Cruzada Albigense.

### Tiempos modernos

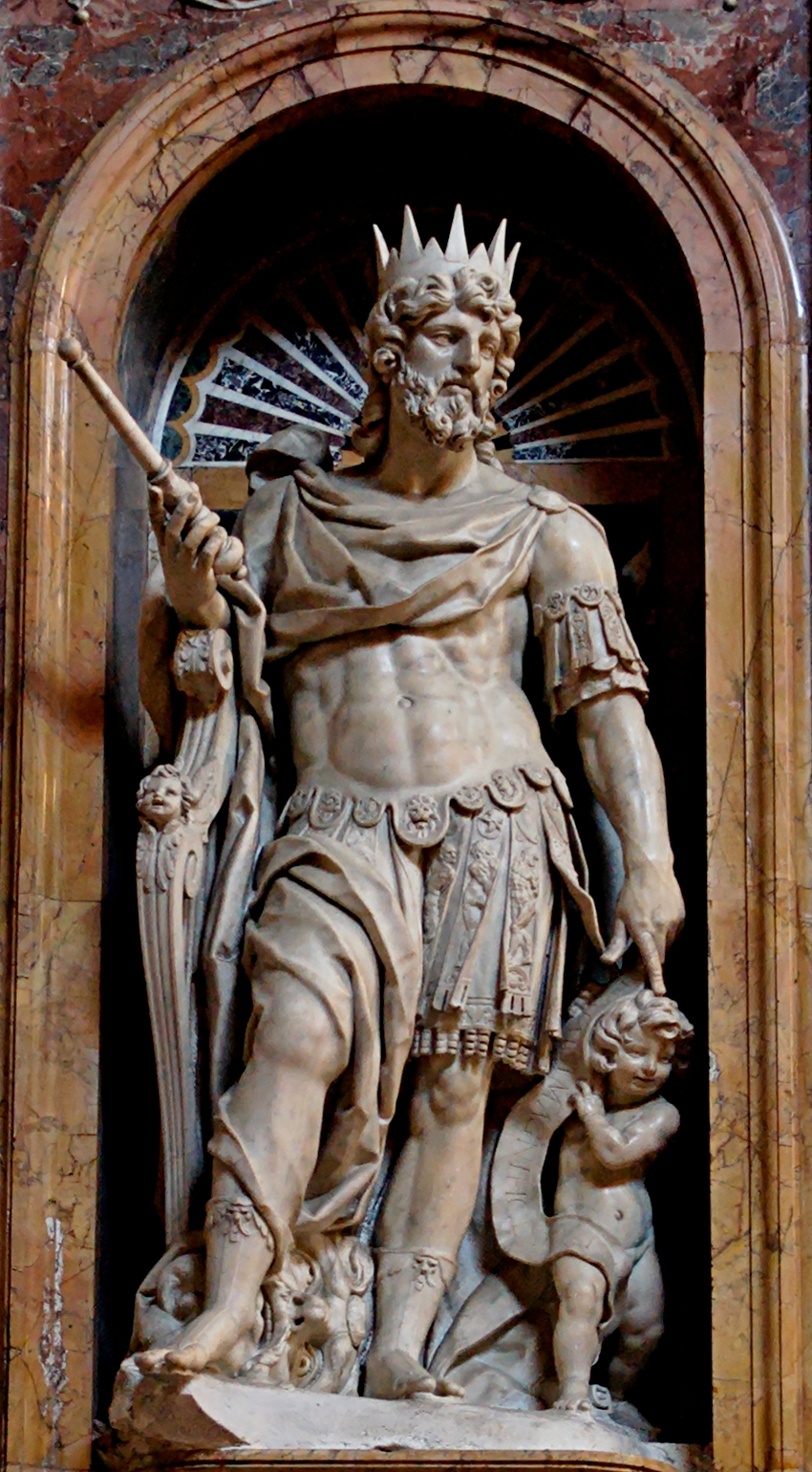
El Rey David, según los pasajes bíblicos de 2 Samuel 24:1 y 1 Crónicas 21:1., fue incitado por Dios en el primero y por el Diablo en el segundo para contar a Israel por medio de un censo.

El filósofo anglo-estadounidense del siglo XVIII Thomas Paine escribió en The Age of Reason que "cada vez que leemos las historias obscenas, la corrupción voluptuosa, las ejecuciones crueles y tortuosas, la venganza implacable, con lo que más de la mitad de la Biblia está llena, sería más consistente que la llamáramos la palabra de un demonio, antes que la Palabra de Dios."
La autora "New Age" Dorothy Leon hace el argumento de que no solo se basa en las acciones de Dios, sino en una correspondencia remarcable en dos pasajes bíblicos. Escolares bíblicos han debatido su significado a través de los tiempos, pero Leon declara: "El hecho de que Jehová es Satanás está confirmado en 2 Samuel 24:1 y 1 Crónicas 21:1." El primer pasaje dice: "Y otra vez la furia del Señor se encendió contra Israel, e incitó a David contra ellos y dijera: Ve a contar a Israel y a Judá", mientras el segundo narra a la inversa que "Satanás se levantó contra Israel, e incitó a David a que contará Israel."
El antropólogo estadounidense Walter L. Williams ha escrito una revisión de la historia de Jesús que presenta a "Dios como Satanás, el malhechor rechazado por Jesús en la confrontación del Nuevo Testamento durante el retiro de Jesús en el desierto."
The Old Serpent Chained es un análisis tamaño libro de contenido bíblico que concluye que "el Señor y Dios del Antiguo Testamento que dice que él solo hace grandes maravillas es la primera bestia en libro del Apocalipsis que hace grandes maravillas, tanto que hace que el fuego caiga del cielo en la tierra ante la mirada de los hombres y engaña a los moradores de la tierra."

## Oposición

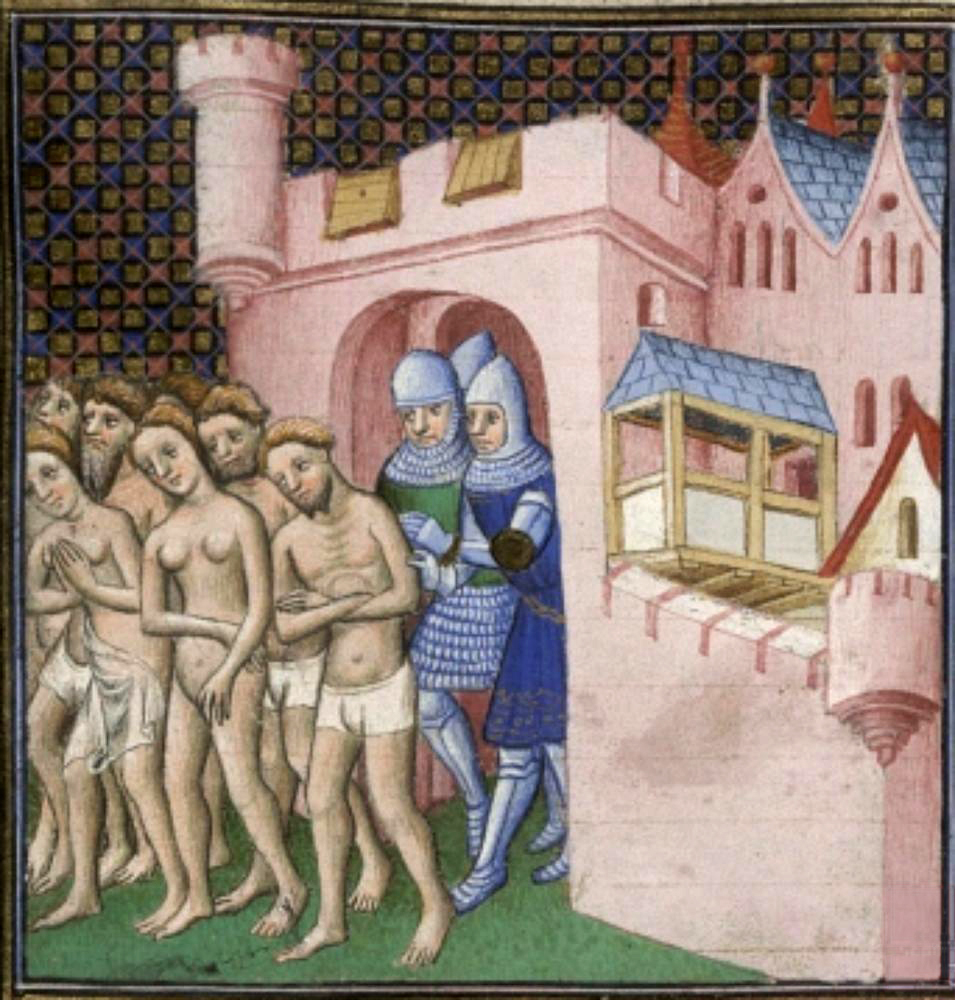
Cátaros siendo expulsados de Carcassonne en 1209

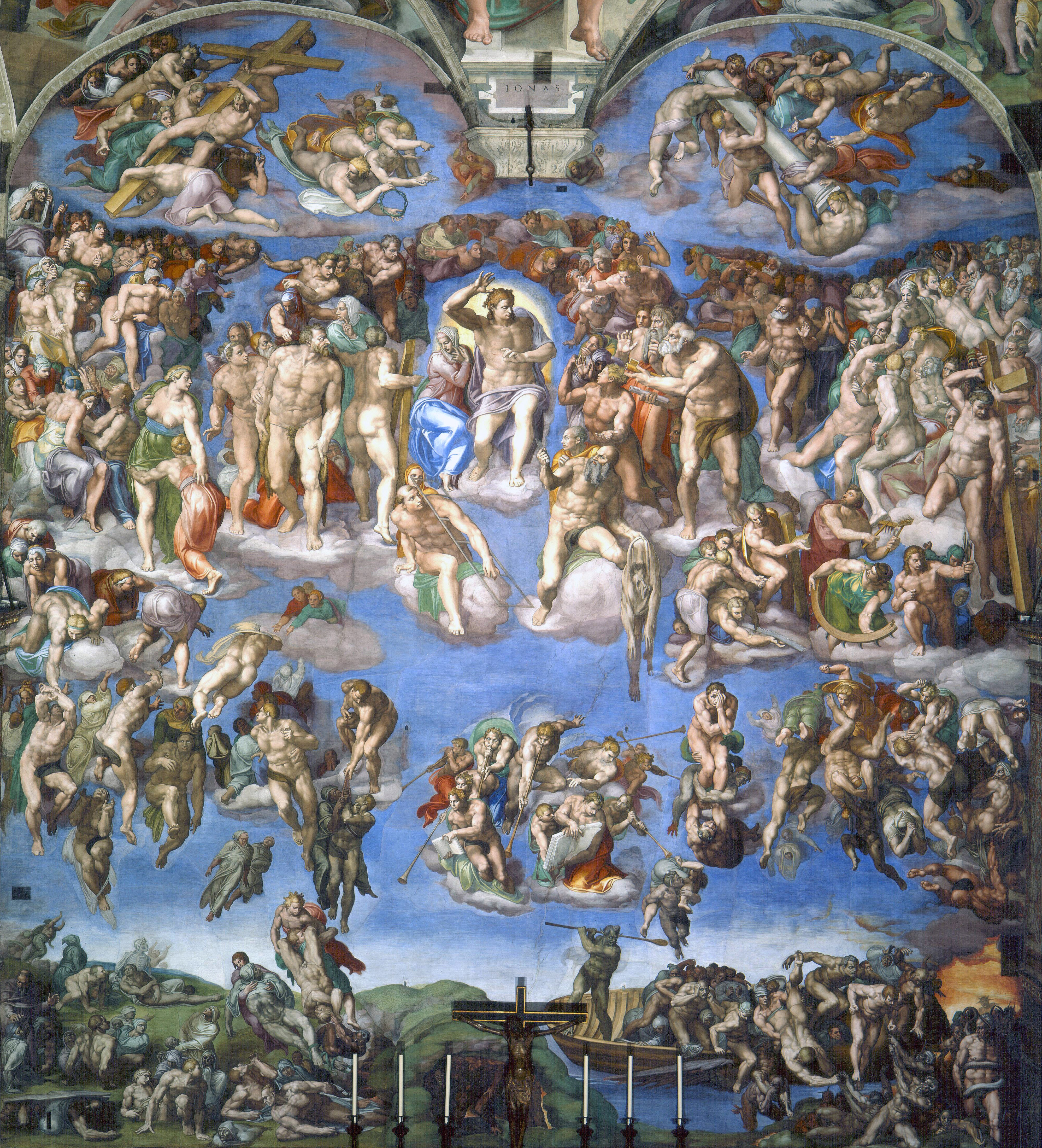
El juicio final, de Miguel Ángel Buonarroti.

La noción de que el Dios bíblico es él mismo el Diablo es herética al principal dogma judío, cristiano e islámico y puede tratarse como blasfemia en cualquiera de estas religiones. Sin embargo, en el trabajo de cualquier filósofo o teólogo, esta noción solo era una en un cuerpo entero de críticas de la doctrina religiosa y política establecida. Así que mientras la literatura no muestra argumentos aislados en contra ni condena de esta sola noción, lo siguiente muestra que la gente que la ha expresado y sus seguidores han sido suprimidos, a veces con la muerte. 
Marción de Sinope fue excomulgado de la Iglesia primitiva y condenado como un hereje. Los escritos de Apeles fueron similarmente condenados. Se relata que Mani fue aprisionado por sus enseñanzas, y que murió en prisión.
Los albigenses, junto con los cátaros, que tenían ideas similares, fueron sujeto de una larga cruzada de 20 años de la Iglesia católica que trataba de exterminarlos. La cruzada masacró un estimado de entre 200,000 hasta un millón de personas entre 1209 y 1229 y le siguió una de las primeras en lo que se volvería una larga serie de inquisiciones conducida por la iglesia para purgar la sociedad de herejes e no creyentes. Se les requería a los arrepentidos vestir una cruz amarilla cosida a su ropa exterior y vivir separados de los otros católicos. Aquellos que se rehusaban a retractarse fueron ahorcados o quemados.
La supresión religiosa es generalmente más sutil en tiempos modernos que tiempos antiguos y medievales, aunque algunos regímenes islámicos siguen castigando la blasfemia con la muerte. Mientras el autor principal de Ebon Musings no parece hacer ningún comentario sobre su propia elección de anonimato, un autor subsidiario cuyo trabajo está publicado en el sitio ofreció tal comentario: "He elegido permanecer anónimo (…) porque, desgraciadamente, este tema no compartirse con otros sin despertar emociones fuertes y animosidades. Incontables personas han sufrido e incluso muerto por estos temas, y no tengo ningún deseo de crear sentimientos firmes o aislarme de amigos y familia."